# Populus mexicana
Populus mexicana là một loài thực vật có hoa trong họ Liễu. Loài này được Wesm. ex DC. miêu tả khoa học đầu tiên năm 1868.